# 民間公益活動を促進するための休眠預金等に係る資金の活用に関する法律
民間公益活動を促進するための休眠預金等に係る資金の活用に関する法律（みんかんこうえきかつどうをそくしんするためのきゅうみんよきんとうにかかるしきんのかつようにかんするほうりつ、平成28年12月9日法律第101号）は、いわゆる休眠預金に掛かる金融機関の取扱を規制し、それまで金融機関の収入とされていた休眠預金に係る資金を預金保険機構の管理下とし、当該資金を本法律に定める民間公益活動のために利用できる事に関する日本の法律である。略称は休眠預金活用法（きゅうみんよきんかつようほう）、休眠預金等活用法（きゅうみんよきんとうかつようほう）。
本法律の施行日は2018年（平成30年）1月1日である。

## 概要

### 休眠預金とその払戻
本法律の施行以前、いわゆる休眠預金（休眠口座）は、消滅時効（商行為は5年、商行為以外は10年）の援用により、金融機関が預金の払い戻し権利を失効させたり、金融機関の内部規定等により払い戻し等の請求が無い場合に払い戻し権利を失効させたりしており、これによりその休眠預金は当該金融機関の収入となっていた。
全国銀行協会の加盟金融機関については、全銀協ガイドラインに従い、最終取引以降10年が経過して、預金者と連絡がとれない預金などについては、預金の権利を失効とする取扱をしていた。よってその預金は当該金融機関の収入とされていた。
また、2007年10月1日の郵政民営化以前の郵便貯金については、旧郵便貯金法に基づき、最終取扱から（定期性貯金については満期取扱日から）20年と2ヶ月を経過した場合に権利を失効とし、その貯金は国庫に帰属するものとされている（現在も同様）。
これに対し、預貯金者と金融機関等（郵便貯金については国、日本郵政公社、または郵便貯金権利義務承継人である郵便貯金・簡易生命保険管理機構など）との間での消滅時効（特にその起算点や時効の中断効）についての解釈の相違から、これまでに数多くの休眠預貯金関連の払い戻し請求訴訟が起こり、金融機関等が失効と判断した預貯金であっても、預金者の請求権を認める判例が出てきていた。
金融機関側も次第に態度を変化させ、公的証明書（戸籍謄本等）により預金者（やその相続人）である証明があれば、10年や20年などの期間を経過した預金であっても、原則として払い戻しに応じる対応に変化していった（全銀協ガイドライン）。ただし郵便貯金のうち郵便貯金・簡易生命保険管理機構が管理するものは旧郵便貯金法の規定が適用されるため、この限りではない。現在のゆうちょ銀行の「貯金」は、金融機関たるゆうちょ銀行の預金であり、休眠口座払戻に関しても全銀協ガイドラインと同様の取扱を受ける。

### 本法律の効果
そこで金融機関等によって対応がまちまちだったり、訴訟トラブルに至るのを防止するため、本法律を制定し、休眠口座の預金（郵便貯金のうち郵便貯金・簡易生命保険管理機構が管理するものを除く）については、消滅時効の援用や金融機関の内部規定などに関わらず、一律に預金保険機構に管理が引き継がれ、預金保険機構が権利者からの払い戻しに応じる仕組みを構築するものとした。
これと同時に、遊休・退蔵資金としての性格をも併せ持つ休眠預金に関し本法律に定める民間公益活動のために利用できるよう制度を構築するものとした。
政令として、民間公益活動を促進するための休眠預金等に係る資金の活用に関する法律施行令（平成29年政令第24号）が定められている。

## 預金保険機構管理下となる休眠口座預金

### 移管すべき対象となる預金等
本法の施行により、以下の条件を全て満たす金融機関の預金等。に関しては、預金等権利者の当該金融機関に対する預金債権を消滅させると同時に当該債権の管理を預金保険機構（機構）に移管すべき対象となる。
- 銀行法の銀行[注釈 3]（ゆうちょ銀行[注釈 4]を含む）[注釈 5]、信用金庫、信用協同組合（信用組合）、労働金庫、 商工組合中央金庫、農業協同組合、漁業協同組合、水産加工業協同組合、商工組合中央金庫、農林中央金庫の預金等であること
  - 「預金等」とは、普通預金・通常貯金、定期（性）預金、当座預金、別段預金、貯蓄預金、定期積金、相互掛金[注釈 6]、元本補填契約付金銭信託、保護預り金融債を言う。
  - 次のものは「預金等」に該当しない。
    - 外貨預金、2007年（平成19年）9月30日までに預け入れた定期性の郵便貯金（定額郵便貯金ほか）、マル優口座、譲渡性預金、保護預りなし金融債、財形貯蓄、仕組預金
- 最終異動日が2009年（平成21年）1月1日以降であり、かつ、最終異動日から10年間経過していること
  - 「異動」とは、以下の事由を言う。
    - 引出し、預入れ、振込入金、口座振替[8]（金融機関による利子支払いを除く）
    - 手形または小切手の提示等による第三者からの支払請求（当該金融機関が把握できないものを除く）
    - 金融機関に対する、移管対象として公告[注釈 7]された預金等についての問い合わせ[注釈 8][注釈 9]
    - 以下の事由のうち、当該金融機関が所管官庁から認可を受けたもの[注釈 10]
      - 通帳や証書の発行、記帳または繰越[注釈 9]
      - 残高照会[注釈 9]
      - 契約内容、顧客情報の変更[注釈 9]
      - 口座の預金等を債務に充当する旨の申出[注釈 9]
      - 預金等の情報[注釈 11][注釈 12]の受領[注釈 9]
      - 総合口座等に含まれる他の預金等の異動[注釈 13]

  - ただし、以下に挙げる事由は、以下に挙げる日に「異動」があったものとみなす[注釈 14]。
    1. 預金等に預入期間、計算期間又は償還期間の定めがある場合については、当該期間の末日（ただし、自動継続預金等については、最初に到来する当該期間の末日[注釈 15]）
    2. 自動継続預金等に対し、前掲列挙の事由[注釈 16]があった場合については、当該事由の発生日または当該通知を発した日が属する当該期間の末日[注釈 17]
    3. 自動継続預金等に対し、預金等が移管対象である事の通知（後述）を発した場合については、当該通知を発した日が属する当該期間の末日
    4. 自動入出金等が設定されている場合については、当該自動入出金が行われた日（自動入出金が行われなかった場合には、その行われない事が確定した日）
    5. 法令による命令や措置、名義人死亡等などにより当該預金等の支払が凍結された場合については、その凍結が解除された日[注釈 18]
    6. 強制執行、仮差押えまたは滞納処分の対象となった場合については、当該処分などの手続終了日
    7. その他の理由により預金等が生じた日（破綻金融機関等から承継金融機関が預金等債務を承継した場合を含む）

  - さらに、預金等が移管対象である事の通知（後述）を発した場合において、当該通知が発送日から1ヶ月を経過する日までに金融機関に返送されなかった場合については、通知が到達したものとして[注釈 19]、当該通知を発した日に「異動」があったものとみなす。

### 移管すべき対象となる預金等に係る通知および公告
前述のように預金等債権の管理を預金保険機構（機構）に移管すべき対象となった場合でも、直ちに移管される訳ではなく、金融機関が次の手続きを踏んだ後にはじめて移管される。
- 最終異動日から9年が経過した預金等について、同じく10年6ヶ月を経過するまでの間に、以下の措置を行う。
  - 預金等が移管対象である事の通知を、原則として郵送（特約に同意した場合には電子メール）で名義人等の住所等（または指定アドレス）宛に発する。
    - ただし、最終異動日から9年が経過する日時点の預金等の残高が1万円以下の場合には通知は発されない[注釈 20]。

  - 当該通知が発送日から1ヶ月を経過する日までに金融機関に返送されなかった場合については、通知が到達したものとして扱い[注釈 9]、当該通知を発した日を新たな最終異動日として取り扱う[注釈 21]。
  - 前述の通知が発されず、または金融機関に返送され不到達扱いとなった場合には、金融機関は電子公告[注釈 22]として当該預金等が移管対象である事の情報を掲載する。この公告は、機構に移管されるまでの間、2ヶ月以上継続しなければならない。また、最終異動日から10年6ヶ月を経過する日までに公告を始めなければならない。
    - 移管対象として公告された預金等について権利者等と思われる者から問い合わせがあった場合には金融機関は当該問い合わせに対応しなければならない。
- 公告をして、預金等権利者からの問い合わせ等が無いまま2ヶ月を経過した預金等については、最終異動日から10年を経過しているものに限り、預金保険機構に移管される。また、この移管は、移管対象として公告した最初の日から1年以内に行わなければならない[注釈 23]。

移管対象である事の通知が発されたり、電子公告に掲載された後でも、前述の規定により実際に機構に移管されるまでの間は、当該預金等の口座はまだ有効である。その間に入出金ほかの異動事由が生じた場合、最終異動日は振り出しに戻る事となる。

### 移管された場合
法の規定により、預金等権利者の当該金融機関に対する預金等債権が消滅（口座解約に準じる）すると同時に、当該預金等債権は預金保険機構（機構）に移管される。この移管により預金等の金銭債権が消滅することはない。また、移管後の払戻については原則として無期限である。
なお、機構への移管後も、原則として払戻の窓口は元の金融機関（または承継金融機関）となる。払戻の手続きも、原則として口座解約の手続きに準じる（相続人が請求する場合は相続手続が必要）。
移管後は、当該金融機関の口座としては解約に準じる扱いとなるので、原則として、機構移管分の預金等に重ねて入金、振込・振替や一部引出しなどの扱いはできない。利息計算については、原則として移管後の払戻請求をした日付まで当該口座が存続したと仮定した場合に当該請求日に受取りが期待できる利息を適用する。

## 沿革
2010年12月8日、「新しい公共」推進会議の政府と市民セクター等の公契約等のあり方等に関する専門調査会で休眠口座の活用が、NPO法人フローレンス代表を務める駒崎弘樹委員より提案される。
2012年2月15日、日本国政府は休眠口座に関し、東日本大震災の復興財源として活用する案を検討していることを記者会見にて明らかにした。
2012年3月24日、韓国での休眠口座活用政策をモデルにして、日本国内でも社会起業家や大学教授、弁護士等が呼びかけ人となって休眠口座国民会議が発足した。呼びかけ人の1人である笹川陽平が会長を務める日本財団に事務局が置かれる。
2012年7月31日、政府は休眠口座の活用に関し、2014年度から公的に活用する方針を閣議決定。
2013年6月20日、与党である自由民主党の政策集に、休眠口座の有効活用が盛り込まれる。
2014年2月19日、衆議院予算委員会において山内康一衆議院議員から質疑があり、西村康稔内閣府副大臣が与党及び政府内で公益目的での活用に向けて議論していることを明かした。また、民間の仕組みであることの性格を尊重した仕組みが必要であると強調された。
2014年4月24日、休眠預金の社会的活用を検討する超党派の議員連盟「休眠預金活用推進議員連盟」が発足。
2016年12月2日、民間公益活動を促進するための休眠預金等に係る資金の活用に関する法律（休眠預金活用法）が成立。12月9日、加藤勝信内閣府特命担当大臣が担当大臣に就任、内閣府に休眠預金等活用準備室が設置。
2017年4月24日、内閣府に設置されていた休眠預金等活用準備室が休眠預金等活用担当室に改組。4月29日、休眠預金等活用審議会委員および専門委員が任命される。5月22日、休眠預金等活用審議会の第1回が開催。
2018年1月1日、本法律が施行。
2019年1月11日、指定活用団体が、一般財団法人日本民間公益活動連携機構に決定。

## 利益相反や各種ザル法状態問題
利益相反や不正を招くような制度になっており、コンプライアンスがザル状態で、休眠口座の資金が完全な第三者から見て内情が分からない団体経由でNPO/NGOにばら撒かれる構造となっており、問題取引への罰則規定もなければ、利益相反への歯止め規定も、「指定活用団体」「資金分配団体」「民間公益活動を行う団体」と休眠口座利用制度に関わる3種全団体への監査報告義務もないという、起きる可能性のある各種不正の事前対処も考慮されていないザル法となっている。
法案は国民的な議論もないまま、法制化が進んだ。更には法案内容を読んだ有識者への「管理・運営体制が機能すると思うか」のアンケートで、「機能すると思う」が15.3％で多くの有識者が懸念を抱いている。田中弥生（独立行政法人大学評価・学位授与機構教授が、「（有識者らの）その懸念はもっともだ」とした上で、制度て重要な位置を占める「指定活用団体」について、「ガバナンスやコンプライアンスについて、法案中に何ら規定がないため、適切に機能するとは思えない」と指摘している。小関隆志明治大学経営学部公共経営学科准教授も「指定管理団体の権限は大きいにもかかわらず、それをどう監視、統制するかという視点がない」と批判している。服部篤子社会起業家研究ネットワーク代表ら「指定活用団体という単語が唐突に出てきて、明確なイメージが持てないし、透明性にも疑問がある」も懸念を表明した。
問題点を詳しくあげると、第一に「指定活用団体」があらゆる人選へ外部から関与出来ない「一般財団法人」と規定されており、その団体は事実上たばこ事業における「JT」ように公的独占業務団体のようになっている。一般社団法人は公的機関ではないので、国民からの情報開示請求の対象とならないのでブラックボックスになる。
第二に 「休眠預金等活用審議会」の委員選任で助成の受益者や関係者が除外義務が無いので、利益相反か合法的に行える。第3に支給されるNPO/NGO等の民間団体への、公認会計士や税理士などを用いた監査報告義務が無い。更には、選択側と受ける側の利益相反を確認する義務、利益相反団体・者を事業から排除するような仕組みも無い。第4に「資金分配団体」が選定する「民間公益活動を行う団体」(NPOや一般社団法人等の団体)への活動の強制停止、交付済みの活動資金回収規定が存在しない。「民間公益活動を行う団体」は反社や不正目的の者等が入り込みやすいため、 大雪りばぁねっと。の場合は業務上横領や破産法違反で摘発されるまで自治体等から事業費が支払われ続けて、負債総額は約5億6,000万円まで拡大してしまっている。第5に「休眠口座国民会議」は自らもNPO法人フローレンスを運営する駒崎弘樹が中心となって呼びかけたが、その「休眠口座国民会議」の呼びかけ人の一人の 山内直人（日本NPO学会会長、大阪大学教授）自身が、研究費900万円の不正流用で告発されている人物である。第6に韓国を参考にした制度だが導入以前に、先例の韓国では不正融資の温床となった上に、制度自体が最高裁で違憲とされて基金を国債等の安定資金による運用益を活用制度に改正されているのにもかかわらず、韓国の旧制度のようなまま②している。第7に年間450億円ほどの予算が休眠口座から投入されるが、「指定活用団体」の運用財産はどんどん累積的に積み上がる仕組みになっている。どのくらい民間団体へ支給するか運用上の留保金額を財団内積み立ててよいのかも勝手に決められ、外部の第三者からの監督規定もない。

## 休眠預金活用事業の利益相反の実例
休眠預金活用事業では、利益相反の防止のための基本原則に反した事例が複数発覚している。 例として、資金分配団体の公募審査において、2019年度から連続で休眠預金の提供先を決める審査委員長職が龍谷大学政策学部教授深尾昌峰である事例が複数存在し、その他の審査委員も毎回大きな変更がなく、同一人物が審査委員長及び審査委員を複数回やっている問題がある。他に資金分配団体と資金受領団体の構成員や元構成員であり、資金分配団体として指定されたりしてきた。公益財団法人パブリックリソース財団と「特定非営利活動法人ホームレス支援全国ネットワーク」から成る共同事業体が、一般社団法人colaboを休眠預金からの助成先と決定したが、当該資金分配団体である特定非営利活動法人ホームレス支援全国ネットワーク理事長である奥田知志はcolabo理事も務めている。そのため、休眠預金資金の提供を受ける側と選定側が同じ組織であるという利益相反が指摘されている。更には、「資金分配団体」と選定された団体である「プラスソーシャルインベストメント株式会社」は2020年12月まで深尾昌峰が代表を務めていたた会社があり、当該会社のグループ会社「プラスソーシャルグループ」では代表として講座講師として登壇もしていた。このように資金分配団体と選定された組織の関係グループ代表が休眠預金活用事業の公募審査委員長も務めているなどの複数の利益相反事例が発覚した。  複数の利益相反行為が指摘された休眠預金活用事業審査委員長の深尾昌峰が2009年から2018年まで基金理事長していた団体である公益財団法人京都地域創造基金(2009年設立)は2024年7月に、であるのにもの関係者団体関わらず、休眠預金等活用事業に応募したこと、更には「資金分配団体」に採用されて資金提供されていたことが発覚した際に、「重大な過失とそれに伴う当該事業の全部停止および契約の解除」となったことを発表した。複数の利益相反が判明した深尾昌峰は2024年6月に「資金分配団体公募の審査」の委員長から退任した。
日本の休眠預金活用事業の元とされた韓国の休眠預金活用事業制度は「市民団体」など親北団体など左派系団体への不正融資が多発したことが日本における法制化以前に判明している。施行前時点で、日本の左派や利権団体の望む「資金は出させるが、官が帳簿管理や監督はせず、使い道は自分たち仲間内で決められる」ような仕組みになっている問題は指摘されている。休眠預金を「民間団体」へ提供する制度は公金搾取系団体による不正・を助長する仕組みであり、資金分配団体にも受け取る側でも不正発覚時の処罰規定も軽すぎるため、日本国民の圧倒的多数派から支持を得られないような「事業」を行っている左派系団体・活動家(NPO団体・一般社団法人など)、 左翼人脈・反日人脈のための資金源に休眠口座が悪用されるだけなので施行前に廃止すべきと指摘されていた。